# Ледовый каток Зейтинбурну
Ледовый каток Зейтинбурну (тур. Zeytinburnu Buz Pisti, англ.  Zeytinburnu Ice Rink) — крытая ледовая арена в районе Зейтинбурну турецкого города Стамбула. Домашняя арена команды ХК Зейтинбурну.

## Описание
Спортивный объект был построен при поддержке Министерства молодежи и спорта. Площадь объекта 38 тысяч квадратных метров, имеет два олимпийских катка из которых один для публики, а второй для соревнований, молодёжный центр и библиотеку. Ледовый каток Зейтинбурну вмещает 2400 зрителей. Проект строительной компании Ливанел иншаат.

## История
После того, как ХК Зейтинбурну победил на первом этапе континентального кубка  2016/2017, муниципалитет решил построить ледовый спортивный комплекс, который был бы самым большим в Стамбуле. Одна из целей - это социальный проект для привлечения трудных подростков, как было также и при создании хоккейной команды ХК Зейтинбурну.
8 марта 2022 года муниципалитет Зейтинбурну организовал на территории спортивного комплекса мероприятие посвящённое Международному женскому дню во время которого был открыт четвёртый зал для фитнеса и пилатеса

## Спортивные мероприятия
- Группа А третьего дивизиона чемпионата мира по хоккею 2022 года (юниоры)[6]
- Третий дивизион чемпионата мира по хоккею с шайбой среди молодёжных команд 2023
- Группа B второго дивизиона чемпионата мира по хоккею 2023 года